# Comuna Pomezeu, Bihor
Pomezeu (în maghiară: Kispapmező) este o comună în județul Bihor, Crișana, România, formată din satele Câmpani de Pomezeu, Coșdeni, Hidiș, Lacu Sărat, Pomezeu (reședința), Sitani, Spinuș de Pomezeu și Vălani de Pomezeu.

## Demografie
Componența etnică a comunei Pomezeu
     Români (91,67%)
     Romi (2,8%)
     Alte etnii (0,04%)
     Necunoscută (5,48%)
Componența confesională a comunei Pomezeu
     Ortodocși (71,62%)
     Penticostali (21,39%)
     Alte religii (1,21%)
     Necunoscută (5,78%)
Conform recensământului efectuat în 2021, populația comunei Pomezeu se ridică la 2.389 de locuitori, în scădere față de recensământul anterior din 2011, când fuseseră înregistrați 2.922 de locuitori. Majoritatea locuitorilor sunt români (91,67%), cu o minoritate de romi (2,8%), iar pentru 5,48% nu se cunoaște apartenența etnică. Din punct de vedere confesional, majoritatea locuitorilor sunt ortodocși (71,62%), cu o minoritate de penticostali (21,39%), iar pentru 5,78% nu se cunoaște apartenența confesională.

## Politică și administrație
Comuna Pomezeu este administrată de un primar și un consiliu local compus din 11 consilieri. Primarul, Viorel Ciuhandu[*], de la Partidul Social Democrat, este în funcție din 1 noiembrie 2024. Începând cu alegerile locale din 2024, consiliul local are următoarea componență pe partide politice:
|  | Partid                          | Consilieri | Componența Consiliului | Componența Consiliului | Componența Consiliului | Componența Consiliului | Componența Consiliului |
|  | ------------------------------- | ---------- | ---------------------- | ---------------------- | ---------------------- | ---------------------- | ---------------------- |
|  | Partidul Social Democrat        | 5          |                        |                        |                        |                        |                        |
|  | Partidul Național Liberal       | 5          |                        |                        |                        |                        |                        |
|  | Alianța pentru Unirea Românilor | 1          |                        |                        |                        |                        |                        |

## Obiective de interes turistic
- Biserica de lemn din Câmpani de Pomezeu
- Biserica de lemn din Vălani de Pomezeu
- Defileul Crișului Repede - Pădurea Craiului (sit de importanță comunitară inclus în rețeaua europeană Natura 2000 în România)